# Tempelhaus (Erbach)

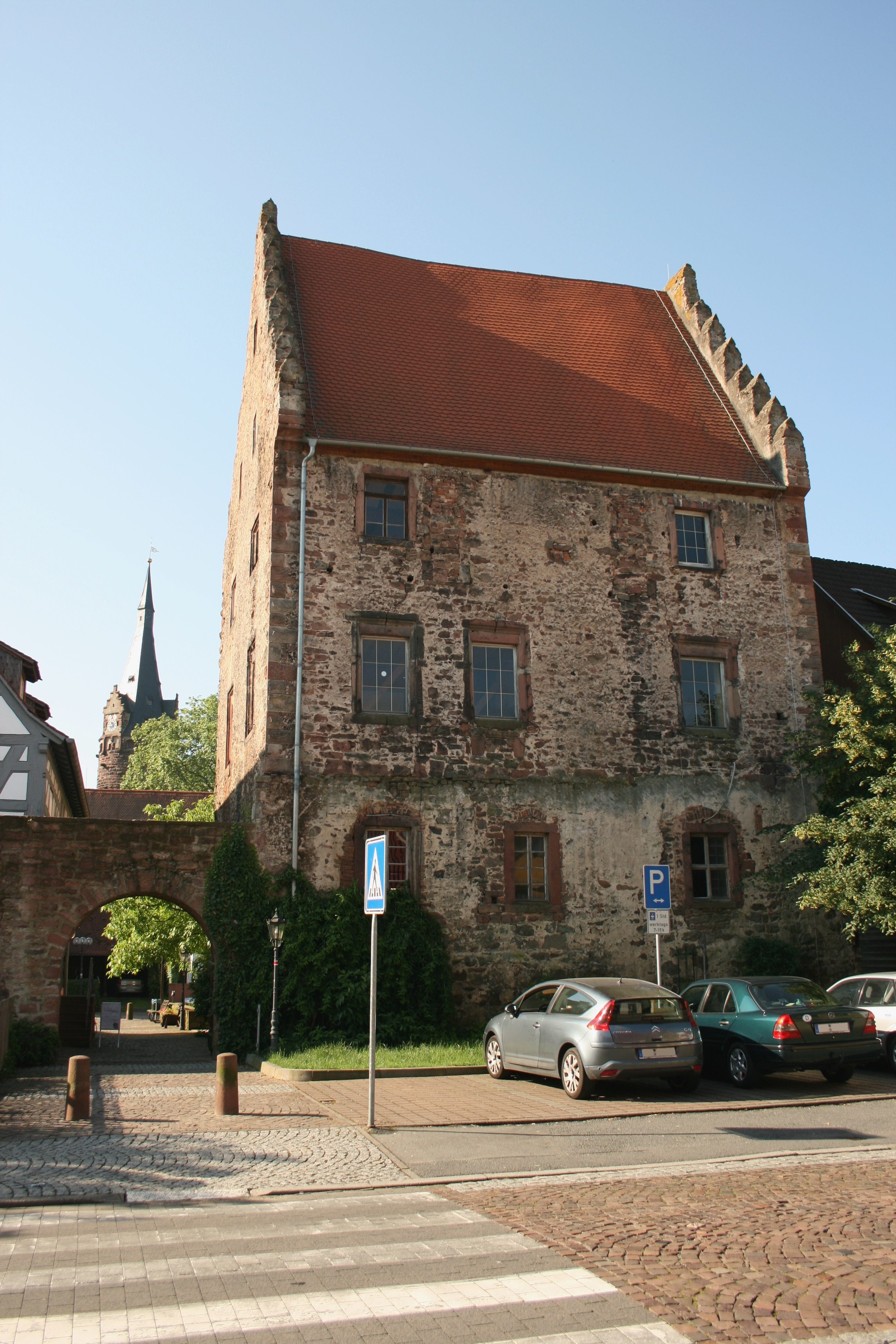
Das sogenannte „Tempelhaus“

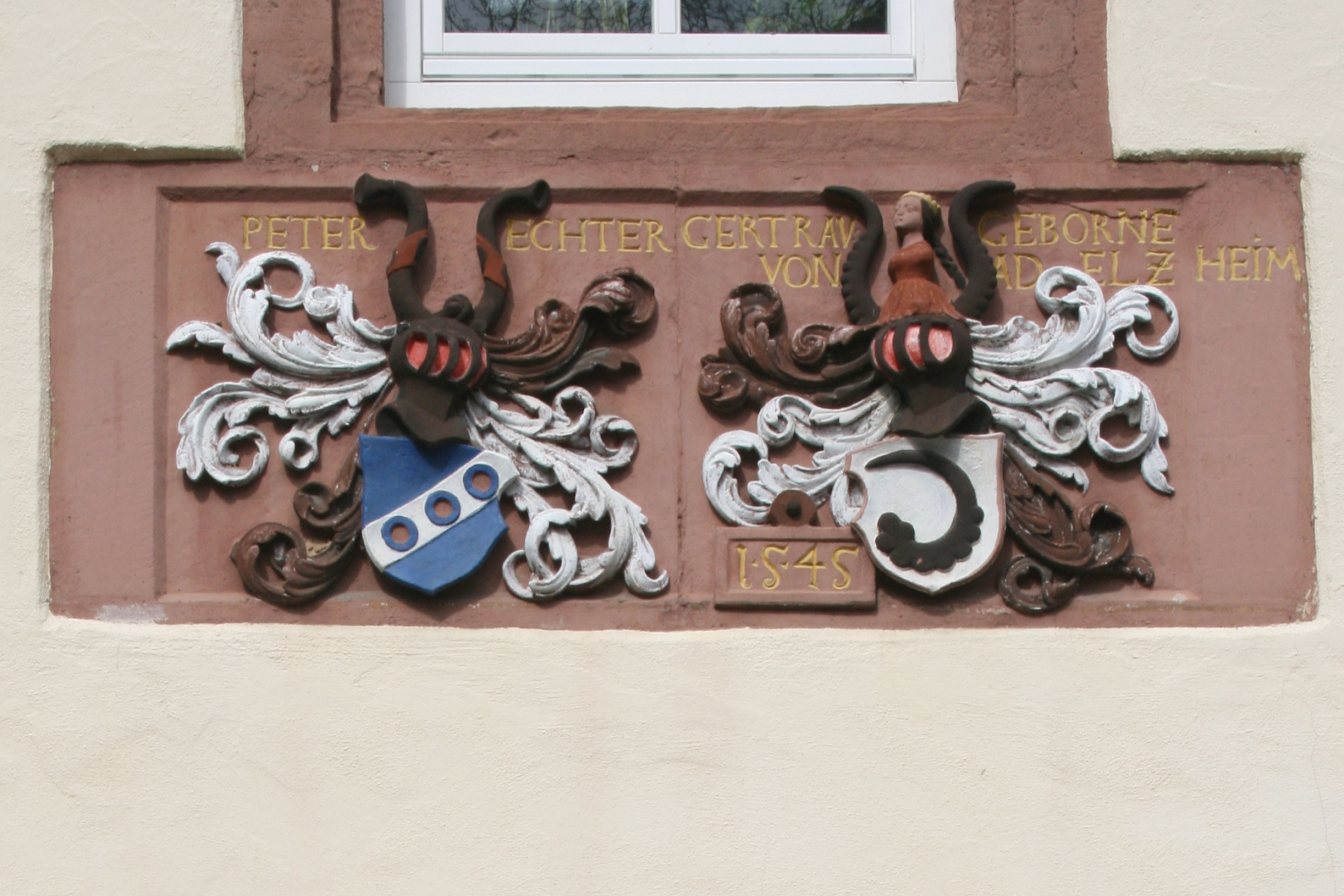
Allianzwappen der Echter von Mespelbrunn und Adelsheim am Gebäude Städtel 17

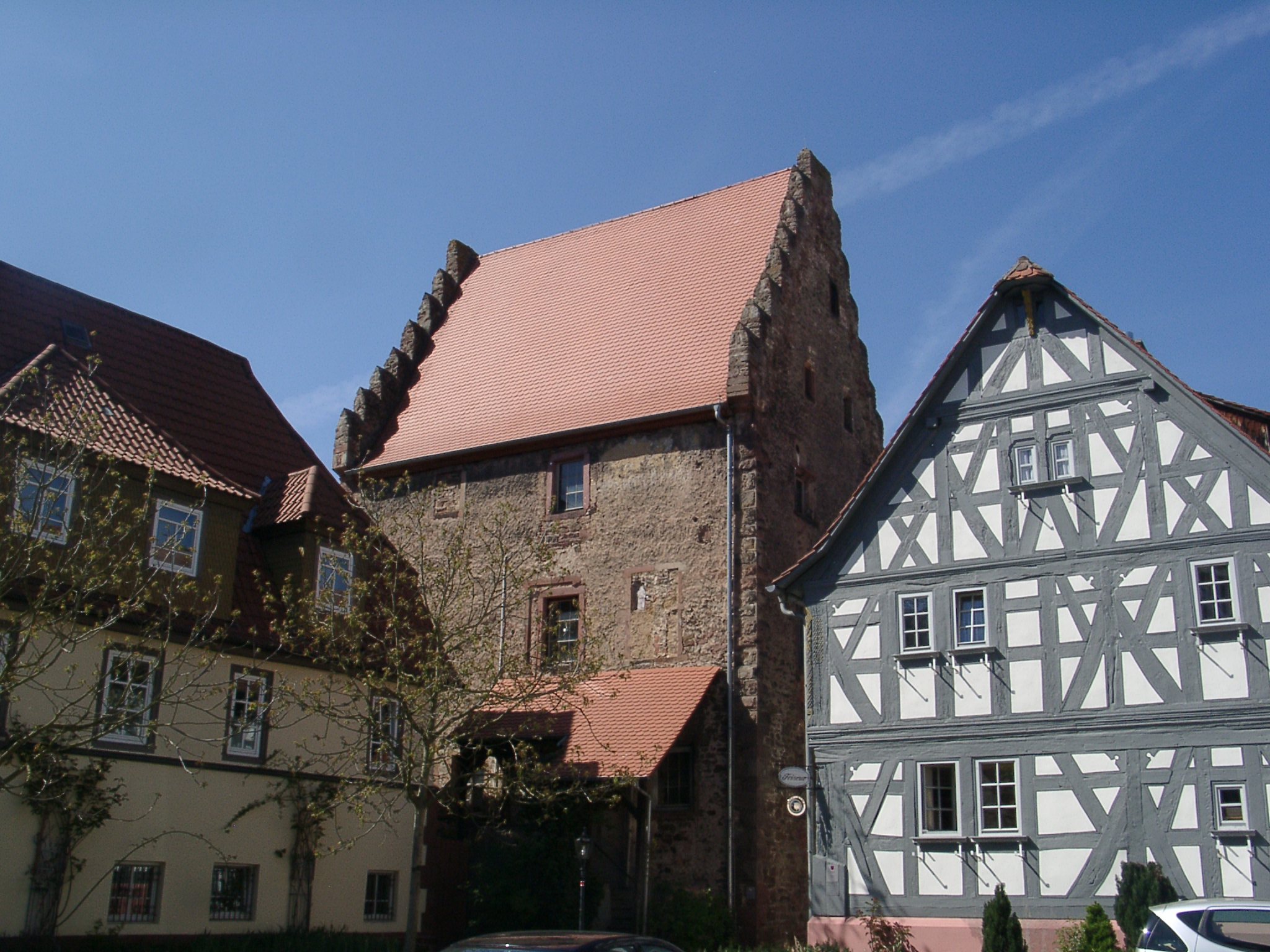
Ansicht von der Stadtseite

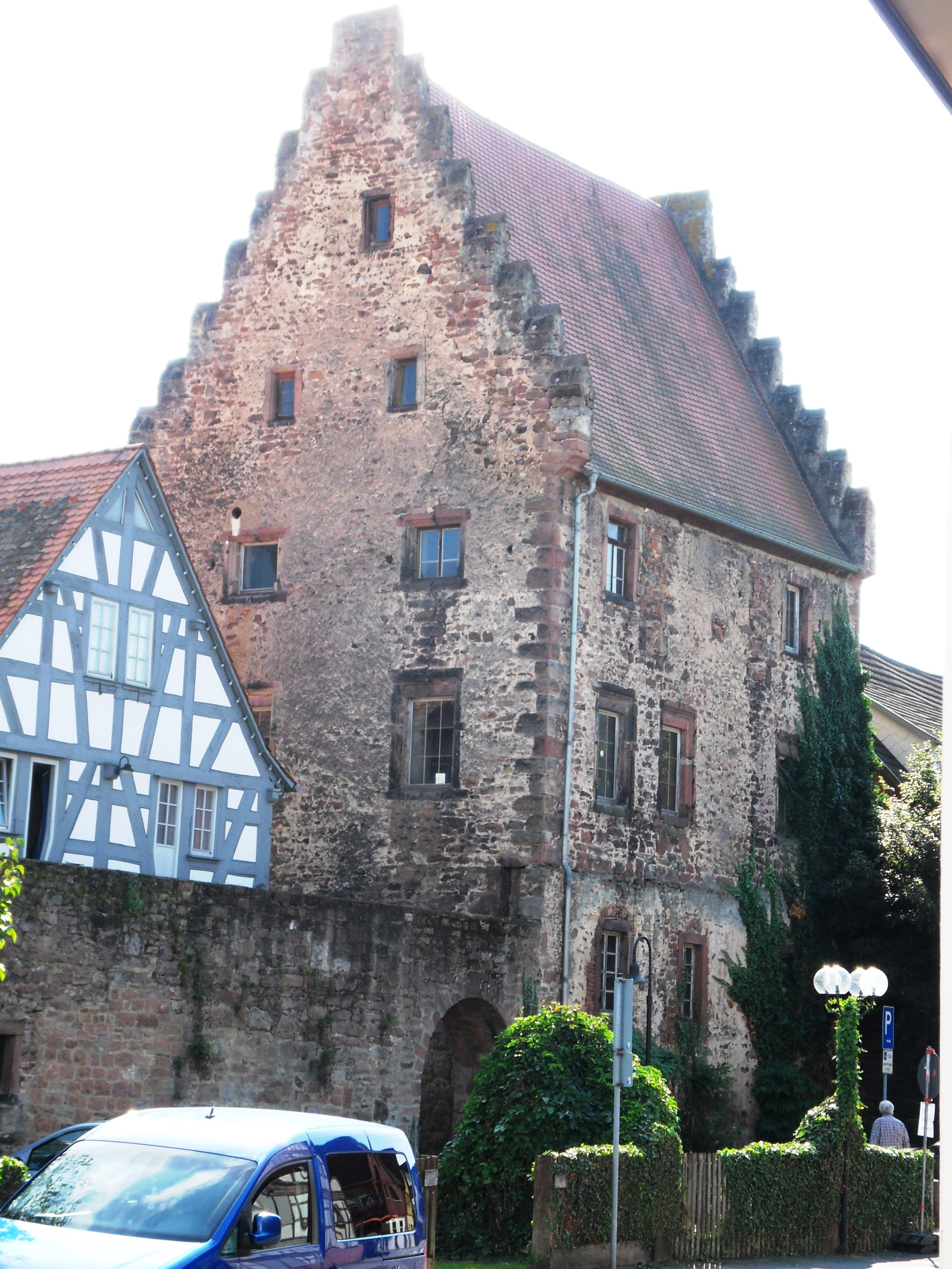
Nord-Ost-Seite am Städtelbering

Das sogenannte Tempelhaus (selten auch: Templerhaus, eigentlich Steinernes Haus, Städtel 15a und 21) in Erbach im Odenwald ist ein mittelalterliches Burgmannenhaus. Es entstand als Teil der Burgfreiheit der früheren Burg, des heutigen Schlosses Erbach.

## Geschichte
Das Tempelhaus gehörte zu der Ansiedlung von Burgmannen vor der Burg, dem historischen Kern der mittelalterlichen Stadt Erbach, umschlossen von Armen der Mümling im Bereich der heutigen Straße Im Städtel. Burgmannen werden in Erbach urkundlich 1303 als Castrenses greifbar, namentlich erstmals 1372 erwähnt.
Eine vom Namen her zu vermutende Erbauung des Gebäudes durch den Templerorden ist, wie bei den anderen Templerhäusern im Odenwald, eine Legende. Der Name lässt sich frühestens im 18. Jahrhundert nachweisen. Vielmehr handelte es sich um einen Sitz und Allod der Familie Echter. Der 1366 bis 1385 urkundlich in Erbach belegte Conrad (Conze) Echter gilt als Erbauer des Steinernen Hauses im Echterschen Hof. Nach den Echtern von und zu Mespelbrunn, ab 1412 so genannt seit Hammann I., kam das Haus 1676 an die Grafen Erbach-Erbach.
Eine Hofreite der Echter in Erbach wurde erstmals 1398 urkundlich erwähnt. Dendrochronologische Untersuchungen an Hölzern aus dem Dachstuhl ergaben die Jahre 1378/79. Umbauten sind mehrfach nachgewiesen: im ersten Viertel des 16. Jahrhunderts, im zweiten Viertel des 17. Jahrhunderts und Mitte des 18. Jahrhunderts.
In späterer Zeit befand sich im Tempelhaus das erste großherzoglich-hessische Amtshaus und Landratsamt, ein Hospital („Erasmusstift“), Altersheim und Sitz des Deutschen Roten Kreuzes. Zusammen mit dem Schloss Erbach wurde das Haus 2005 vom Land Hessen gekauft. Es ist derzeit ohne Nutzung.
Durch diverse Umbauten verursachte Lastumlagerungen haben zu vielen Rissen besonders im Bereich der Fensterstürze geführt, so dass seit 2014 viele Stürze und Fensterbänke mit Holzkonstruktionen stabilisiert werden mussten.
Mit der sogenannten Habermannsburg und dem Burgmannenhaus Pavey befinden sich weitere Gebäude dieser Art im unmittelbaren Umfeld.

## Architektur
Das Tempelhaus ist ein im Norden an die Stadtmauer angelehnter Wohnturm und diente dort auch als Wehrturm. Es handelt sich um einen massiven Bau aus Sandstein mit bossierten Eckquadern und Treppengiebeln. Die vier Wohngeschosse, das Dachgeschoss und der Keller belegen, dass das Gebäude neben seiner Funktion als Wehrturm auch Wohngebäude war. Die stark profilierten Fenster sind später eingefügt worden. Sie stammen aus spätgotischer und barocker Zeit.
Zu der Anlage gehörte auch das südwestlich gelegene Haus Städtel 17, das in einer Kartusche im Wappen die Jahreszahl „1545“ trägt, jedoch im Kern auch mittelalterlich sein könnte. An seiner Stirnseite befindet sich das Allianzwappen der Familien Echter von Mespelbrunn und Adelsheim. Es beruht auf der Ehe von Peter Echter von Mespelbrunn (1520–1576) mit Gertraud, geborene von Adelsheim (1525–1583), den Eltern des Julius Echter von Mespelbrunn, Fürstbischof von Würzburg.
Das Gebäude ist ein Kulturdenkmal nach dem Hessischen Denkmalschutzgesetz und von überregionaler Bedeutung.